# Ratusz w Maszewie
Ratusz w Maszewie – zabytkowa siedziba władz miejskich znajdująca się w mieście Maszewo, w województwie zachodniopomorskim. Znajduje się przy Placu Wolności (rynku).
Budynek jest umieszczony w zabudowie śródrynkowej po północnej stronie kościoła i posiada fasadę zwróconą w stronę wschodnią. Obecny, zachowany do dziś ratusz został zbudowany w latach 1821–1827, według projektu mistrza Lawerentza, na miejscu poprzedniej budowli, być może z czasów średniowiecza. Obecną formę budowla otrzymała w 1920 roku, gdy została podwyższona o kondygnację strychową. Wcześniejszy budynek został zniszczony w pierwszej połowie XVII wieku, następnie została odbudowana w formie skromnej ceglanej budowli. Na początku XIX wieku została przebudowana, a następnie rozebrana i wybudowana od podstaw.